# Tante Biotica
Tante Biotica is een stripverhaal uit de reeks van Suske en Wiske. Het is geschreven door Peter van Gucht en getekend door Luc Morjaeu. 
Het album is gemaakt in opdracht van het Ministerie van Volksgezondheid, Welzijn en Sport.

## Locaties
Dit verhaal speelt zich af op de volgende locaties:
- het huis van Lambik en Jerom, praktijk van de huisarts, Drakeneiland, het huis van tante Sidonia

## Personages
In dit verhaal komen de volgende personages voor:
- Suske, Wiske, tante Sidonia, Lambik, Jerom, professor Barabas, tante Biotica, Dokter Andus P[1] (huisarts), Kokkie Saint-Jacques (leider) en andere Kokkies[2], Pennies[3]

## Uitvindingen
In dit verhaal komt de volgende uitvinding van professor Barabas voor:
- de gyronef

## Het verhaal
Lambik heeft griep en stuurt tante Sidonia met Suske en Wiske weg, omdat hij vindt dat ze niet goed genoeg voor hem zorgen. Jerom vindt dat Lambik zich aanstelt en Lambik besluit tante Biotica te bellen. Zij zorgde voor Lambik toen zijn vader naar Afrika vertrok. Jerom heeft er genoeg van en vertrekt voor een weekend. Tante Biotica wil antibiotica voor Lambik, maar zijn huisarts weigert. Tante Biotica vertelt dat haar vader was gestorven aan een beenwond als hij niet behandeld zou zijn met antibiotica. De huisarts legt uit dat de wond dan vast geïnfecteerd was met bacteriën, maar dat het bij griep niet helpt om antibiotica te nemen. Tante Biotica vindt het een kwakzalver en besluit Lambik zelf te behandelen met restjes antibiotica dat ze in het medicijnkastje heeft gevonden. Dit helpt niet en tante Biotica wil nu naar Drakeneiland, waar haar man ooit terecht was gekomen. Een bemanningslid was gewond geraakt en eilandbewoners hebben zijn leven gered met het sterkste antibioticum ter wereld.
Tante Biotica vertrekt met Lambik en Suske en Wiske verstoppen zich aan boord van het schip. De kinderen worden ontdekt en moeten afwassen van tante Biotica, maar al snel bereiken ze Drakeneiland. Suske en tante Biotica gaan aan wal en zijn getuige van een aanval van de Kokkies. De aanval wordt afgeslagen door de Pennies, ze hebben een speciaal penniepistool vol antibioticastralen. Tante Biotica wil dat de Pennies meekomen naar het schip om Lambik te behandelen, maar de mannetjes leggen uit dat het niet zal helpen tegen griep. Tante Biotica ontvoerd dan een Pennie en Suske verstopt zich op het eiland. Hij ziet hoe de kleine mannetjes het eiland wakker maken door in een soort rots te spreken. Wiske ziet hoe het eiland beweegt, er komt een enorme draak tevoorschijn uit het water. De draak krijgt Wiske te pakken en Suske vecht om haar te bevrijden, maar Wiske belandt ver van de kust in zee. Suske wordt gevangen genomen door de Pennies. Tante Biotica vertrekt met het schip, maar dan ontdekt Lambik dat het schip lek is na de aanval van de draak. In de paniek vaart tante Biotica op een zandbank. Tante Biotica eist dat de Pennie de antibioticastraal gebruikt op Lambik, maar de Pennie vertelt nogmaals dat dit niet helpt tegen virussen.
Dan  vallen de Kokkies het schip aan en nemen de opvarenden mee. Wiske zwemt in zee en komt bij het schip terecht. Ze belt professor Barabas en legt uit wat er aan de hand is. Professor Barabas brengt Jerom op de hoogte en ze vertrekken onmiddellijk met de gyronef, die een nieuwe hyperstraalaandrijving heeft. Inmiddels hebben de Kokkies het wapen van de Pennie ontleed, waarna ze een drankje hebben ontwikkeld waardoor ze immuun worden voor de antibioticastraal. Ze gaan naar het Drakeneiland en de Pennies komen er al snel achter dat hun wapens niet meer werken. Ze worden gevangen genomen door de Kokkies. Het lukt Suske om te ontsnappen, nu de Pennies niet meer op hem letten. Wiske komt in moeilijkheden doordat het vloed wordt. De boot zinkt en er zijn veel haaien in zee. Het lukt Suske om Wiske te redden met een bootje en ze gaan samen naar het eiland. De Kokkies proberen de draak ziek te maken en vallen Lambik en tante Biotica aan. Dan springt Jerom uit de overvliegende gyronef en verslaat de Kokkies. Hij wast zijn handen na het gevecht, want dit is belangrijk als je in aanraking bent geweest met bacteriën. 
De Pennies worden bevrijd, maar ze zijn woedend omdat de draak ziek is en zal sterven. Ze nemen Suske en Wiske gevangen. Inmiddels vliegt professor Barabas met Lambik, Jerom en tante Biotica over zee om het schip te zoeken. Dan ziet Lambik dat de draak erg ziek is en professor Barabas vliegt dichterbij. Jerom schiet met een injectiepistool vanuit de gyronef en raakt de draak, waarna het dier al snel opknapt. De Pennies zijn blij en laten Suske en Wiske gaan. De draak wordt nog langer behandeld, tot hij compleet hersteld is en Lambik blijkt ook hersteld te zijn. Hij is boos op tante Biotica. Als hij thuis in bed was blijven liggen, was hij eerder hersteld geweest dan met al deze drukte. Tante Biotica beseft dat je antibiotica alleen op doktersrecept mag gebruiken en professor Barabas wil dat ze alle oude restjes antibiotica terugbrengt naar de apotheek. Als de vrienden thuis komen, blijkt tante Sidonia griep te hebben. Lambik besluit bij haar te blijven en goed voor haar te zorgen nu ze zich zo ziek voelt.